# Pseudoteyl vancouveri
Pseudoteyl vancouveri är en spindelart som beskrevs av Main 1985. Pseudoteyl vancouveri ingår i släktet Pseudoteyl och familjen Nemesiidae.
Artens utbredningsområde är Western Australia. Inga underarter finns listade i Catalogue of Life.